# Aerobryidium fuscescens
Aerobryidium fuscescens är en bladmossart som beskrevs av Edwin Bunting Bartram 1953. Aerobryidium fuscescens ingår i släktet Aerobryidium och familjen Meteoriaceae. Inga underarter finns listade i Catalogue of Life.